# Fischerholz
Der Fischerholz, auch Oestergaarder Wald oder Oestergaarder Gehölz (dänisch: Østergårdskov od. Fiskerskov) genannt, ist ein etwa 24 Hektar großer Wald im Norden Schleswig-Holsteins an der Flensburger Förde.

## Beschreibung
Die Waldfläche befindet sich in Nähe des Gutes Oestergaard, einem Ortsteil der Gemeinde Steinberg im Kreis Schleswig-Flensburg. In direkter Nähe des Waldes befinden sich die Geltinger Bucht sowie die ökologisch wertvolle Geltinger Birk. Die Waldfläche ist eher klein, wie man sie häufig in Schleswig-Holstein vorfindet. Der Wald ist in Privatbesitz und Bestandteil einer insgesamt 127 Hektar großen Fläche.
In dem Mischwald trifft man auf die für die Ostküste Schleswig-Holsteins typische Baumartenzusammensetzung. Vorherrschend sind Laubbäume, vor allem Buche, Eiche, Ahorn und Esche. Hinzu kommen Eberesche sowie Birke und Pappeln, hierunter hauptsächlich die Zitterpappel. Diese Baumarten kommen auch von Natur aus vor, sind also standortgerecht. Künstlich vom Menschen angelegt wurde ein Nadelholzbestand aus Douglasie, Rotfichte und Sitkafichte. Dieser fiel jedoch 2008 einem Sturm mit Windwurf teilweise zum Opfer, sodass neu aufgeforstet werden musste. 
Das Wegenetz ist gut erschlossen und führt direkt an den Strand zur Förde. Des Weiteren ist der Wald durch landwirtschaftliche Nutzflächen umgeben.

## Besonderheit
Im Oestergaarder Wald steht es ein altes Forsthaus und einen Waldlehrpfad, in dem die heimische Fauna und Flora des Waldes auf Informationstafeln beschrieben wird. Erholungseinrichtungen sind vorhanden, ebenso ein Waldparkplatz. Jährlich findet dort ein Waldfest statt, das von der Gemeinde Steinberg veranstaltet wird.